# Carex subimpressa
Carex subimpressa är en halvgräsart som beskrevs av Ira Waddell Clokey. Carex subimpressa ingår i släktet starrar, och familjen halvgräs. Inga underarter finns listade i Catalogue of Life.